# Список операционных систем Apple
Ниже приведен список операционных систем, выпущенных Apple.

## Компьютеры Apple
- Apple Computer 1, первоначально выпущенный как Apple Computer и известный позже как Apple I или Apple-1, является 8-разрядным настольным компьютером, выпущенным Apple Computer Company (теперь Apple Inc .) в 1976 году В  Apple I отсутствовала операционная система, но в нем была прошивка под названием System Monitor.
- Apple II
  - Apple DOS— первая операционная система для компьютеров Apple .[1]
  - Apple ProDOS— операционная система для компьютеров серии Apple II, выпускавшаяся с 1983 по 1993 годы.
- Apple III
  - Apple SOS(Sophisticated Operating Syste) - является основной операционной системой компьютера Apple III. SOS был разработан Apple Computer и выпущен в октябре 1980 года .[2]

## Macintosh
Macintosh или Mac — линейка персональных компьютеров производства корпорации Apple. Работают под управлением операционных систем семейства Mac OS.  Своё название получили от сорта яблок «Malus 'McIntosh'».
Компьютеры Macintosh представлены следующими линейками продуктов:  
- MacBook Pro — профессиональные ноутбуки, с 2006;
- MacBook Air — ультратонкий ноутбук начального уровня, с 2008 г.;
- Mac Pro — настольные компьютеры класса «рабочая станция»;
- iMac — компьютеры «всё в одном» (монитор, системный блок, аудио- видео-периферия), представленный в 1998 г.;
- Mac mini — системные блоки персональных компьютеров, с 2005 г.

### Mac OS Classic
- System 7-проприетарная графическая операционная система для компьютеров Макинтош семейства классической Mac OS, разработанная и выпущенная американской компанией Apple в 1991 году. Преемница операционной системы System 6, на протяжении шести лет являлась рабочей ОС для «макинтошей» вплоть до выхода Mac OS 8 в 1997 году.

### Mac OS
- Mac OS 8-серия версий классической Mac OS, которая использовалась во время перехода через крупные изменения в аппаратной платформе Macintosh. Её наиболее ранний релиз всё ещё поддерживали компьютеры с процессорами Motorola 68040; более поздние релизы (Mac OS 8.1 и 8.5) поставлялись с системами, основанными на процессорах PowerPC G3, такими как первые iMac и PowerMac G3.
- Mac OS 9- проприетарная графическая операционная система для компьютеров Макинтош, выпущенная американской компанией Apple в 1999 году. Последняя версия линейки классической Mac OS.
- Puma- второй крупный выпуск Mac OS X. Он заменил Mac OS X 10.0; предшествовал Mac OS X 10.2. Версия 10.1 была представлена 25 сентября 2001 года как бесплатное обновление для версии 10.0. Начиная с версии 10.1.2, Apple сделала Mac OS X операционной системой по умолчанию на всех новых Mac.[3]
- Jaguar-третий крупный выпуск операционной системы Mac OS X (ныне macOS), выпущенный компанией Apple в августе 2002 года. Преемница Mac OS X 10.1. Создавалась для компьютеров Apple на микропроцессорах PowerPC.
- Panther- четвёртый крупный выпуск Mac OS X. Преемница Mac OS X 10.2. Она была выпущена 24 октября 2003 года.
- Tiger-операционная система для персональных компьютеров и серверов, разработанная Apple. Пятая по счету версия OS X. Выпущена 29 апреля 2005. У системы существует версия для серверов: Mac OS X Server 10.4.  Данная версия стала первой операционной системой Apple, поддерживающей процессоры Intel x86/x86_64 (с выпуска 10.4.4). Первый вариант Apple TV, выпущенный в марте 2007, использовал модифицированную ОС Tiger под названием «Apple TV OS»
- Leopard-операционная система для персональных компьютеров и серверов, разработанная Apple; шестая по счету версия OS X. Выпущена 26 октября 2007 года и доступна в двух вариантах: настольная версия, предназначенная для персональных компьютеров, и версия для серверов.
- Snow Leopard-седьмая по счету версия Mac OS X. Выпущена 28 августа 2009 года.
- Lion-восьмая по счету версия OS X. Выпущена 20 июля 2011 года.В этой версии были введены следующие изменения пользовательского интерфейса :
  - Переработаны элементы пользовательского интерфейса Aqua, в том числе кнопки и индикаторы. Красные, желтые и зеленые кнопки в окне стали меньше.
  - Гибкое изменение размеров окна из любого угла или края окна.
  - Полосы прокрутки теперь исчезают как в iOS, когда они не используются.
  - Новые окна появляются на переднем плане (как открытие приложения в IOS).
  - Направление движения прокручиваемого содержимого окон и выпадающих списков относительно движения пальца на трекпаде и скроллере мыши изменено на противоположное, теперь прокручиваемое содержимое движется в ту же сторону, что и палец (так же, как и на экранах сенсорных телефонов). Такое поведение названо «обычным» в настройках трекпада (несмотря на то, что для всех остальных компьютеров с мышью или трекпадом, в том числе предыдущих версий MacOS X такое поведение не является обычным).
- Mountain Lion-девятая по счету версия OS X. По заверениям разработчиков, Mountain Lion содержит более 200 новых функций по сравнению с OS X Lion. Запуск новой ОС состоялся 25 июля 2012 года в Mac App Store.
- OS X Mavericks-десятая по счету версия OS X. Представлена 10 июня 2013 года на конференции WWDC 2013. Бета-версия стала доступна разработчикам в день анонса. Официальный выпуск новой версии ОС состоялся 22 октября 2013 года.
- OS X Yosemite-одиннадцатая по счету версия OS X. Представлена 2 июня 2014 года на конференции WWDC 2014. Придерживаясь новой схемы наименования, названа в честь Йосемитского национального парка. C 17 октября 2014 года доступна для бесплатного скачивания в App Store.
- OS X El Capitan-двенадцатая по счёту версия OS X. Публичный релиз ОС состоялся 30 сентября 2015 года.
- macOS Sierra-тринадцатая по счёту версия macOS. Публичный релиз ОС состоялся 20 сентября 2016 года.На WWDC 2016 было объявлено, что OS X будет переименована в macOS, чтобы соответствовать общей стилистике именования других платформ Apple: tvOS, watchOS, iOS, и следующая версия системы будет носить наименование macOS, а Sierra — традиционное название в честь горной системы Кордильер, находящейся в Калифорнии.
- macOS High Sierra-версия macOS 2017 года от Apple Inc. для компьютеров Macintosh. Он фокусируется на улучшении функциональности, представленной в macOS Sierra, включая обновления для Фото, Safari и т. д. Это обновление было объявлено на WWDC 2017 5 июня 2017 года. Выпуск релиза состоялся 25 сентября 2017 года. В этой версии ОС была существенно модернизирована файловая система Apple (APFS); усилена система обеспечения сохранности данных в случае перебоев в электроснабжении или системных сбоев, а также добавлена новая встроенная технология шифрования данных для защиты информации. Также, есть встроенная система поддержки видеоформата HEVC (H.265), есть API для Metal 2 — технология, поддерживающая возможности машинного обучения, используемые в распознавании речи, компьютерном зрении и других областях.
- macOS Mojave-пятнадцатая по счёту версия macOS. Анонсирована 4 июня 2018 года на конференции WWDC 2018. Она фокусируется на улучшении функциональности, представленной в macOS High Sierra. Эта версия впервые включает в себя приложения из iOS, такие как Новости, Акции, Диктофон и Дом, а также тёмную тему оформления. Mojave стала последней версией macOS с поддержкой 32-битных программ.
- macOS Catalina-шестнадцатая по счёту версия macOS. Выпуски состоялся 7 октября 2019 года.
- macOS Big Sur-операционная система была анонсирована 22 июня 2020 года на конференции WWDC 2020[4] и выпущена 12 ноября 2020 года[5].К основным изменениям macOS Big Sur относятся новый пользовательский интерфейс и поддержка процессоров на архитектуре ARM, для обозначения важности перехода на новый тип процессоров впервые с 2000 года мажорная версия ОС была повышена с 10 до 11[6]. Кроме того, к изменениям относится отказ от расширений ядра[7], что повышает защиту системы от уязвимостей при установке программного обеспечения, кибербезопасность[8] и её лёгковесность, а также появилась поддержка приложений iOS и iPadOS.
- macOS Monterey-18-й основной выпуск macOS, настольной операционной системы Apple для компьютеров Macintosh. Преемник macOS Big Sur, он был объявлен на WWDC 2021 7 июня 2021 года и был выпущен 25 октября 2021 года. Бета-версия macOS Monterey была выпущена для разработчиков, участвующих в программе Apple Developer, 7 июня 2021 г. Публичная бета-версия была выпущена в начале июля 2021 года.
- macOS Ventura-девятнадцатый основной выпуск macOS, настольной операционной системы Apple для компьютеров Macintosh. О преемнике macOS Monterey было объявлено на конференции WWDC 2022 6 июня 2022 года[9][10]. Он назван в честь округа Вентура в Калифорнии в соответствии с системой именования, которая началась с OS X Mavericks.Первая версия для разработчиков была выпущена 6 июня 2022 года, а публичная бета-версия должна стать доступна в июле. Финальный релиз состоялся 24 октября 2022 года[10][11].

## iOS
- iPhoneOS 3-третий крупный выпуск мобильной операционной системы iOS, разработанный Apple Inc., пришедший на смену iPhone OS 2. Он был анонсирован 17 марта 2009 года и выпущен 17 июня 2009 года. На смену ему пришла iOS 4 в 2010 году, отказавшись от соглашения об именах «iPhone OS»[12]. iPhone OS 3 была последней версией, в которой использовалось соглашение об именах «iPhone OS».

Обновления:
- 3.0

iPhone OS 3 была выпущена 17 июня 2009 года: Поддержка Компас, Диктофон, iPhone SDK 3.
- 3.1

iPhone OS 3 была выпущена 9 сентября 2009 года.
- 3.1.3

iPhone OS 3 была выпущена 2 февраля 2010 года, последняя версия для iPod touch 1 и iPhone первого поколения.
- 3.2

iPhone OS 3 была выпущена 27 января 2010 года; версия исключительно для iPad, анонсирована вместе с его выходом.
- 3.2.2

iPhone OS 3 была выпущена 11 августа 2010 года; только для iPad — вышла одновременно с 4.0.2, устраняет ту же ошибку с файлами PDF. 
- iOS 4-четвертый крупный выпуск мобильной операционной системы iOS, разработанный Apple Inc. и являющийся преемником iPhone OS 3. Он был анонсирован на специальном мероприятии Apple 8 апреля 2010 года и выпущен 21 июня 2010 года. iOS 4 это первая версия iOS, выпущенная в рамках ребрендинга «iOS», в которой отброшено соглашение об именах «iPhone OS», существовавшее в предыдущих версиях. На смену ей пришла iOS 5 12 октября 2011 года[14].

Обновления: 
- 4.0.1

iOS 4.0.1 была выпущена 15 июля 2010 года, как первое обновление для iOS 4. Обновление изменило метод расчета уровня несущего сигнала для повышения точности.
- 4.0.2

iOS 4.0.2 была выпущена 11 августа 2010 года с исправлением уязвимости, использующей уязвимости формата файлов PDF.
- 4.1

iOS 4.1 была выпущена 8 сентября 2010 года. Обновление включало технологию высокого динамического диапазона (HDR) для улучшения качества фотографий, снятых на iPhone 4, добавила социальную игровую сеть Game Center и возможность загружать видео высокой четкости, снятые на iPhone 4 для YouTube и MobileMe. Также были исправлены ошибки и улучшена производительность.
- 4.2.1

iOS 4.2.1 была выпущена 22 ноября 2010 года. Это была первая версия, которая принесла все основные функции iOS 4, представленные на iPhone, на iPad. Хотя iOS 4.2 была выпущена для разработчиков в целях тестирования, были обнаружены ошибки, и она была заменена на 4.2.1 для потребительского выпуска. Это также последняя версия iOS для iPhone 3G и iPod Touch 2-го поколения из-за аппаратных ограничений и проблем с производительностью.
- 4.2.5

iOS 4.2.5 была анонсирована 11 января 2011 года, добавив эксклюзивную поддержку точки доступа Wi-Fi для CDMA-версии iPhone 4.
- 4.3

iOS 4.3 была выпущена 4 марта 2011 года, добавив поддержку личных точек доступа Wi-Fi, общий доступ к домашней сети iTunes, улучшения AirPlay и другие незначительные улучшения. iPad 1 не может запустить iOS 4.3 из-за аппаратных ограничений. 
- 4.3.1

iOS 4.3.1 была выпущена 25 марта 2011 года с исправлением глюков экрана iPod Touch, а также улучшением стабильности сотовой связи на моделях iPhone.
- 4.3.2

iOS 4.3.2 была выпущена 14 апреля 2011 года с исправлениями для замороженных вызовов FaceTime и проблемами с подключением на сотовых моделях iPad.
- 4.3.3

iOS 4.3.3 была выпущена 4 мая 2011 года, чтобы исправить ошибки местоположения.
- 4.3.4

iOS 4.3.4 была выпущена 15 июля 2011 года, исправляя уязвимости безопасности.
- 4.3.5

iOS 4.3.5 была выпущена 25 июля 2011 года с обновлением безопасности для исправления проверки сертификата.
- iOS 5-является пятым крупным выпуском мобильной операционной системы iOS, разработанной Apple Inc. и являющейся преемницей iOS 4. Об этом было объявлено на Всемирной конференции разработчиков компании 6 июня 2011 г., а выпуск состоялся 12 октября 2011 г.

Обновления:
- 5.0.1

iOS 5.0.1 была выпущена 10 ноября 2011 года, как первое обновление для iOS 5. В обновление включены исправления проблем с батареей.
- 5.1

iOS 5.1 была выпущена 7 марта 2012 года вместе с новым iPad (3-го поколения). Обновление включало поддержку японского языка для Siri, переработанное приложение Camera для iPad, а также исправление ошибок, связанных с временем автономной работы.
- 5.1.1

iOS 5.1.1 была выпущена 7 мая 2012 года. Обновление включает улучшения надежности для фотографий с большим динамическим диапазоном, исправления синхронизации закладок Safari и исправления ошибок.
- iOS 6-это шестой основной выпуск мобильной операционной системы iOS, разработанный Apple Inc и являющийся преемником iOS 5. Об этом было объявлено на Всемирной конференции разработчиков компании 11 июня 2012 года, а выпуск состоялся 19 сентября 2012 года.[33].

Обновления:
- 6.0  (build 10A403, 10A405, 10A406, 10A407) — 19 сентября 2012 года. Включают более 200 нововведений, в том числе замену карт от Google на карты собственного производства. Также претерпели изменения цветовые гаммы приложений Телефон и Музыка и было добавлено приложение Passbook. Операционная система получила  как значительные, так и не совсем заметные косметические изменения, например, гамма клавиатуры набора номера изменилась с темной на белую.

- 6.0.1 (9B206) — 29 октября 2012 года.

Были  исправлены ошибки, которые препятствовали установке устройством iPhone 5 обновлений ПО и приводили  к отображению горизонтальных линий поверх клавиатуры и  отказам в работе вспышки камеры. Повышен уровень надежности работы iPhone 5 и iPod touch (5 поколения) при подключении к зашифрованным сетям Wi-Fi WPA2. Устранена проблема, в некоторых случаях препятствовавшая использованию устройством iPhone сотовых сетей. Представлен единый переключатель «Сотовые данные» для iTunes Match. Исправлена ошибка с защитой паролем, которая в отдельных случаях могла приводить к предоставлению доступа к информации карт Passbook с заблокированного экрана. Исправлена ошибка, влиявшая на функциональность собраний Exchange.
- 6.0.2 (10A550, 10A551, 10A8500) — 13 декабря 2012 года. Исправлена ошибка с Wi-Fi у  iPhone 5 и iPad mini

- 6.1 (10B141, 10B142, 10B143, 10B144) — 24 января 2013 года. Добавлена поддержка новых LTE-сетей и возможность  подписчикам  iTunes Match  загружать из iCloud песни по отдельности. Также произведены такие изменения, как редизайн Passbook,появление необходимости  в первоначальной настройке устройства активации FaceTime и iMessage, появление большой кнопки «отчёт о проблеме» в картах Apple.

- 6.1.1 (10B145) — 8 февраля 2013 года. Исправлена ошибка, которая могла влиять на производительность и надёжность работы iPhone 4S в сотовых сетях 3G.

- 6.1.2 (10B146) — 16 февраля 2013 года. Исправлена ошибка в Exchange, которая приводила к повышенному потреблению трафика, а также уменьшению времени работы батареи.

- 6.1.3 (10B329) — 13 марта 2013 года. Добавлены 3D и Flyover для карт Японии. Закрыты эксплойты для непривязанного джейлбрейка iOS 6.0—6.1.2. Исправлен баг с медленной закачкой из App Store на iPhone 5.

- 6.1.4 (10B350) — 27 апреля 2013 года. Только для iPhone 5. Обновление профиля аудио для устройства громкой связи телефона.

- 6.1.5 (10B400) — 15 ноября 2013 года. Только для iPod touch 4G. Исправление ошибок с FaceTime.

- 6.1.6 (10B500) — 21 февраля 2014 года. Только для iPhone 3GS и iPod touch 4G (для обоих это последняя версия). Исправление нескольких ошибок.
- iOS 7-седьмой крупный выпуск мобильной операционной системы iOS, разработанный Apple Inc.. Об этом было объявлено на Всемирной конференции разработчиков компании 10 июня 2013 года, а выпуск состоялся 18 сентября того же года.[34].
- iOS 8
- iOS 9
- iOS 10
- iOS 11
- iOS 12
- iOS 13
- iOS 14
- iOS 15
- iOS 16
- iOS 17
- iOS 18 - восемнадцатый выпуск iOS, разработанный Apple Inc., выпуск состоялся 16 сентября 2024 года.

Обновления:
- 18.0
- 18.0.1
- 18.1
- 18.1.1
- 18.2
- 18.2.1
- 18.3
- 18.3.1
- 18.3.2
- 18.4
- 18.4.1
- 18.5 (новейшая на сегодняшний день)